# Studij dizajna
Studij dizajna je interfakultetski studij u Zagrebu.
Dijelom je Sveučilišta u Zagrebu i Arhitektonskog fakulteta.

## Povijest
Početkom osamdesetih godina pokrenuta je službena rasprava o potrebi uvođenja profila dizajnera na VII. stupnju obrazovanja, pa je u tu svrhu formirana i radna grupa koja je trebala pripremiti predradnje za osnivanje Studija dizajna, a kako bi se odgovorilo potrebama udruženog rada i da bi se omogućila obrazovna vertikala za učenike primijenjenih umjetnosti. Arhitektonskom fakultetu je povjerena izrada programa, za koju je angažirana interdisciplinarna radna skupina (Akademija likovnih umjetnosti, Filozofski fakultet, Strojarski fakultet, Šumarski fakultet, Ekonomski fakultet, Akademija za kazalište i film, Privredna komora Grada Zagreba, Privredna komora SR Hrvatske, Sveučilište u Zagrebu i dr.). Okvirni program Studija dovršen je 1985. i iste godine prihvaćen na razini Sveučilišta, ali je dodatno poslan i na raspravu ostalim savjetima s obzirom na grane industrije koje su trebale biti neposredno zainteresirane za profil dizajnera. Sljedeće godine program je usklađen i konačno prihvaćen odlukom da se pristupi povezivanju fakulteta na temelju interdisciplinarnosti studija. Godine 1989. Interfakultetski studij dizajna upisuje prvu generaciju studenata.
Studij dizajna u Zagrebu uveden je u registar studija priznatih i vođenih po međunarodnoj organizaciji dizajnera ICSID.
Prvi voditelj Studija dizajna bio je prof. dr. sc. Edo Šmidihen.

## Smjerovi na Studiju dizajna
- Industrijski dizajn
- Vizualne komunikacije

## Vanjske poveznice
- Studij dizajna-službena stranica
- Studij dizajna na Facebook-u
- Studij dizajna na Twitter-u
- Studij dizajna - promotivni video